# Matteo Darmian
Matteo Darmian (ur. 2 grudnia 1989 w Legnano) – włoski piłkarz występujący na pozycji prawego obrońcy w Interze Mediolan, reprezentant Włoch. Uczestnik Mistrzostw Świata 2014 i Mistrzostw Europy 2016.

## Kariera klubowa
Matteo Darmian jest wychowankiem AC Milan. Trenował w Primaverze tego klubu, jednak od sezonu 2006/2007 włączony był do kadry pierwszego zespołu. W ekipie "Rossonerich" Darmian zadebiutował 28 listopada 2006 roku w wygranym 2:1 meczu Pucharu Włoch przeciwko Brescii zmieniając w drugiej połowie Kachę Kaladze. W Serie A po raz pierwszy wystąpił 19 maja 2007 roku, kiedy to wszedł na boisko za Giuseppe Favalliego w spotkaniu z Udinese Calcio. W sezonie 2007/2008 włoski zawodnik zaliczył tylko jeden występ w rozgrywkach Pucharu Włoch. W sezonie 2008/2009 Darmian rozegrał trzy mecze w Serie A, pojawiał się na boisku w końcówkach wygranych spotkań z Udinese Calcio (5:1), S.S. Lazio (3:0) oraz Torino FC (5:1).
17 lipca 2009 roku Darmian został wypożyczony do Padovy, dla której do końca sezonu rozegrał 20 meczów (17 w podstawowym składzie) i strzelił 1 gola. Po zakończeniu rozgrywek piłkarz powrócił do Milanu, jednak 12 lipca na zasadzie współwłasności odszedł do US Palermo. W 2011 roku został wypożyczony do Torino FC.
11 lipca 2015 r. Torino FC oficjalnie potwierdziło transfer Darmiana do Manchesteru United. Zawodnik podpisał kontrakt łączący go z klubem do czerwca 2019 roku z opcją przedłużenia go o kolejny rok. W Premier League zadebiutował 8 sierpnia 2015 r. w meczu pierwszej kolejki sezonu przeciwko Tottenhamowi Hotspur wygranym przez Manchester United 1:0, w 80 minucie spotkania został zmieniony przez Antonio Valencię. Włoch szybko zaskarbił sobie sympatię kibiców z Old Trafford, co zaowocowało już w pierwszym miesiącu kariery nagrodą dla najlepszego Piłkarza Miesiąca. Swoją pierwszą bramkę dla klubu strzelił 20 kwietnia 2016 r. w wygranym 2:0 meczu z Crystal Palace, w tym samym meczu zaliczył również asystę.
2 września 2019 roku został zawodnikiem Parmy

## Kariera reprezentacyjna
Darmian ma za sobą występy w młodzieżowych reprezentacjach Włoch. Grał w drużynach do lat 17 i 18, 19 i 20, a obecnie jest członkiem zespołu do lat 21. W juniorskich reprezentacjach wychowanek Milan rozegrał już łącznie ponad 30 pojedynków. Wywalczył między innymi srebrny medal Mistrzostw Europy U-19 2008, uczestniczył także w Igrzyskach Śródziemnomorskich 2009. W seniorskiej reprezentacji Włoch zadebiutował 31 maja 2014 r. w zremisowanym 0:0 meczu przeciwko reprezentacji Irlandii.

## Statystyki kariery
(aktualne na 4 czerwca 2025).
| Klub                  | Sezon              | Liga               | Liga  | Liga   | Puchar kraju | Puchar kraju | Puchar ligi | Puchar ligi | Europa | Europa | Inne  | Inne   | Suma  | Suma   |
| Klub                  | Sezon              | Liga               | Mecze | Bramki | Mecze        | Bramki       | Mecze       | Bramki      | Mecze  | Bramki | Mecze | Bramki | Mecze | Bramki |
| --------------------- | ------------------ | ------------------ | ----- | ------ | ------------ | ------------ | ----------- | ----------- | ------ | ------ | ----- | ------ | ----- | ------ |
| A.C. Milan            | 2006/07            | Serie A            | 1     | 0      | 1            | 0            | –           | –           | 0      | 0      | –     | –      | 2     | 0      |
| A.C. Milan            | 2007/08            | Serie A            | 0     | 0      | 1            | 0            | –           | –           | 0      | 0      | 0     | 0      | 1     | 0      |
| A.C. Milan            | 2008/09            | Serie A            | 3     | 0      | 0            | 0            | –           | –           | 0      | 0      | –     | –      | 3     | 0      |
| Padova (wyp.)         | 2009/10            | Serie B            | 20    | 1      | 0            | 0            | –           | –           | –      | –      | 2     | 0      | 22    | 1      |
| US Palermo            | 2010/11            | Serie A            | 11    | 0      | 1            | 0            | –           | –           | 4      | 0      | –     | –      | 16    | 0      |
| Torino FC (wyp.)      | 2011/12            | Serie B            | 33    | 1      | 1            | 0            | –           | –           | –      | –      | –     | –      | 34    | 1      |
| Torino FC             | 2012/13            | Serie A            | 30    | 0      | 2            | 0            | –           | –           | –      | –      | –     | –      | 32    | 0      |
| Torino FC             | 2013/14            | Serie A            | 37    | 0      | 1            | 0            | –           | –           | –      | –      | –     | –      | 38    | 0      |
| Torino FC             | 2014/15            | Serie A            | 32    | 2      | 1            | 0            | –           | –           | 13     | 3      | –     | –      | 47    | 5      |
| Manchester United     | 2015/16            | Premier League     | 28    | 1      | 3            | 0            | 1           | 0           | 7      | 0      | –     | –      | 39    | 1      |
| Manchester United     | 2016/17            | Premier League     | 18    | 0      | 2            | 0            | 2           | 0           | 7      | 0      | 0     | 0      | 29    | 0      |
| Manchester United     | 2017/18            | Premier League     | 8     | 0      | 2            | 0            | 3           | 0           | 3      | 0      | 1     | 0      | 17    | 0      |
| Manchester United     | 2018/19            | Premier League     | 6     | 0      | 1            | 0            | 0           | 0           | 0      | 0      | –     | –      | 7     | 0      |
| Parma FC              | 2019/20            | Serie A            | 22    | 0      | 0            | 0            | –           | –           | –      | –      | –     | –      | 22    | 0      |
| Inter Mediolan (wyp.) | 2020/21            | Serie A            | 26    | 3      | 3            | 0            | –           | –           | 4      | 1      | –     | –      | 33    | 4      |
| Inter Mediolan        | 2021/22            | Serie A            | 25    | 2      | 5            | 0            | –           | –           | 5      | 0      | 1     | 0      | 36    | 2      |
| Inter Mediolan        | 2022/23            | Serie A            | 31    | 1      | 5            | 1            | –           | –           | 11     | 0      | 1     | 0      | 48    | 2      |
| Inter Mediolan        | 2023/24            | Serie A            | 33    | 2      | 1            | 0            | –           | –           | 7      | 0      | 2     | 0      | 43    | 2      |
| Inter Mediolan        | 2024/25            | Serie A            | 29    | 3      | 4            | 0            | –           | –           | 10     | 0      | 2     | 0      | 45    | 3      |
| Ogólnie w karierze    | Ogólnie w karierze | Ogólnie w karierze | 393   | 16     | 34           | 1            | 6           | 0           | 71     | 4      | 9     | 0      | 513   | 21     |

## Sukcesy
Manchester United
- Puchar Anglii (1): 2015/2016
- Liga Europy (1): 2016/2017
- Puchar Ligi (1): 2016/2017
- Tarcza Wspólnoty (1): 2016